# Wolfgang Wenzel
Wolfgang Wenzel (* 4. Oktober 1929 in Sonneberg; † 12. Februar 2021 in Rödental) war ein deutscher Astronom. Er galt als Spezialist auf dem Gebiet der Erforschung veränderlicher Sterne und Vater der lichtelektrischen Photometrie an der Sternwarte Sonneberg.

## Leben
Wolfgang Wenzel wurde 1929 in Sonneberg als Sohn eines Kaufmanns geboren. Nach dem Abitur 1948 nahm er zunächst eine Stelle an der Sternwarte Sonneberg als Praktikant (wissenschaftlicher Hilfsrechner) an. Von 1949 bis 1953 studierte er an der Friedrich-Schiller-Universität Jena Astronomie und Mathematik.
Als Diplom-Astronom kam er nach Sonneberg zurück und beschäftigte sich mit jungen veränderlichen Sternen. Zunächst bestimmte er den Wechsel der Lichtintensität dieser Sterne mit Hilfe von Fotoplatten, beschäftigte sich jedoch bald mit den Möglichkeiten der lichtelektrischen Photometrie, um genauere Messwerte zu erhalten. Dazu maß Wenzel den zeitlichen Verlauf der Lichtintensität des untersuchten veränderlichen Sterns und den eines nichtveränderlichen Vergleichssterns und bildete dessen Differenzen, um Intensitätsschwankungen aufgrund atmosphärischer Einflüsse zu eliminieren. Unter seiner Leitung wurden lichtelektrische Photometer konstruiert, gebaut und jahrzehntelang genutzt. Ein weltweites Novum war Mitte der 1970er Jahre eines unter seiner Leitung trotz der allgemeinen chronischen Materialknappheit in der DDR entwickelten im infraroten Licht empfindlichen Photometers.
1957/1958 weilte Wenzel zusammen mit seinem Sonneberger Kollegen Gerold Richter mehrmals für längere Zeit an der Sternwarte Heidelberg, um Himmelsaufnahmen von veränderlichen Sternen mit dem Bruce-Teleskop anzufertigen. Dies war erforderlich, weil der große Astrograf der Sternwarte Sonneberg mit einem 40-Zentimeter-Teleskop als Reparationsleistung an das Krim-Observatorium in die damalige Sowjetunion ging. Zusätzlich machte er während seiner Aufenthalte Aufnahmen von Kleinplaneten. Ein Angebot der Sternwarte Heidelberg auf eine dauerhafte Anstellung nahm er nicht wahr. 1959 stellte er seine Dissertation „Einige Eigenschaften der unregelmäßig veränderlichen Sterne geringer Leuchtkraft“ fertig und wurde 1961 an der Friedrich-Schiller-Universität Jena zum Dr. rer. nat. promoviert.
Nach dem Tod von Cuno Hoffmeister, dem Gründer und langjährigen Direktor der Sternwarte Sonneberg, und deren Eingliederung in das neugegründete Zentralinstitut für Astrophysik (ZIAP) im Zusammenhang mit der Reform der Deutschen Akademie der Wissenschaften zu Berlin wurde Wenzel 1968 wissenschaftlicher Arbeitsleiter, verantwortlich für die Organisation der Forschungsarbeiten an der Sternwarte Sonneberg. 1968 musste Wenzel seine Kandidatur zum Vorstand der Astronomischen Gesellschaft, der für den gesamten deutschsprachigen Raum zuständigen Berufsvertretung der Astronomen, auf Weisung von Hans-Jürgen Treder, dem Direktor des ZIAP, zurückziehen und 1969 wie alle Astronomen der DDR seinen Austritt erklären.
Als 1969 das Ende der Sternwarte Sonneberg durch die Leitung des ZIAP beschlossen wurde, ergriff Wenzel die Initiative und konnte unter großem Kampf die Schließung der Sternwarte verhindern. Um eine zeitliche Lücke im Sonneberger Fotoplattenarchiv, wenn nicht gar den Abbruch der mittlerweile längsten fotografischen Beobachtungsreihe der Welt zu verhindern, missachtete er unter Anwendung zivilen Ungehorsams ein durch Treder ausgesprochenes Beobachtungsverbot an den großen Teleskopen der Sternwarte, was später zur Rücknahme des Verbots führte.
Die Ernennung von Wenzel zum Abteilungsleiter des ZIAP und damit zum Direktor der Sternwarte Sonneberg wurde mehrmals von der damaligen Sonneberger Kreisleitung der SED im Zusammenwirken mit einem an der Sternwarte tätigen Inoffiziellen Mitarbeiter (IM) des Ministeriums für Staatssicherheit (Deckname „Hagen“) hintertrieben. Die 1974 ergangene Berufung zum Direktor der Sternwarte Tautenburg nahm er nicht an, da er nicht mehr auf seinem Spezialgebiet, der Erforschung der veränderlichen Sterne, hätte arbeiten können.
In den 1960er und 1970er Jahren nahm Wenzel an Generalversammlungen und Kolloquien der Internationalen Astronomischen Union (IAU) teil und weilte zu Forschungszwecken an verschiedenen Sternwarten im damaligen Ostblock (Sternwarte Ondřejov, Byurakan-Observatorium, Roschen-Observatorium, Konkoly-Observatorium). 1973 wurde Wenzel zum Vizepräsidenten der Kommission 27 (Veränderliche Sterne) der IAU gewählt. Den Vorschlag der IAU, sich 1976 der Wahl zum Präsidenten der Kommission 27 zu stellen, musste er auf Anweisung durch die Leitung des ZIAP und auf Betreiben der Sonneberger Kreisleitung der SED ablehnen. 1981 wurde Wenzel endgültig der Status als Reisekader entzogen, so dass er nicht mehr an Fachtagungen außerhalb des Ostblocks teilnehmen konnte.
Da Wenzel aus politischen Gründen nicht Abteilungsleiter werden durfte, wurde schließlich 1986 der an der Sternwarte arbeitende Astronom  Woldemar Götz vom damaligen Direktor des ZIAP Karl-Heinz Schmidt zum Direktor der Sternwarte berufen.
Wenn Wenzel gehofft hatte, dass 1989 im Zuge der Wende der Zugang zu modernerer Computer- und Messtechnik einen bedeutenden Fortschritt für die Forschungsarbeiten bringen würde, sah er sich spätestens 1991 arg enttäuscht. Nach der negativen wissenschaftlichen Bewertung der Sternwarte Sonneberg durch eine Evaluierungskommission des Wissenschaftsrates im Rahmen der deutschen Wiedervereinigung und der daraufhin beschlossenen Schließung der Sternwarte Sonneberg meldete sich Wenzel 1991 beim damaligen Arbeitsamt Sonneberg arbeitslos. Von 1992 bis 1994 hatte er die Möglichkeit, an einem vom Max-Planck-Institut für Extraterrestrische Physik initiierten Projekt „Optische Begleiterscheinungen von Gammastrahlungsausbrüchen“ mitzuarbeiten. 1994 trat er schließlich in den Ruhestand.
In seiner Freizeit war Wenzel, der auch als ausgezeichneter Kenner einheimischer Vogelstimmen und Orchideen galt, aktiv im Naturschutz tätig. Er war Mitglied der im Kulturbund der DDR angesiedelten Fachgruppe „Ornithologie und Naturschutz“ des Kreises Sonneberg und übernahm zusammen mit Familienangehörigen und Naturfreunden in den 1970er und 1980er Jahren zunächst mit Sensen, später unter Zuhilfenahme eines Gebirgsrasenmähers die Mahd einer Bergwiese in der Nähe der Quelle der Röthen, um den dort vorkommenden Frühlings-Enzian (eines von zwei Vorkommen in Thüringen) zu erhalten. Diese Wiese, welche sich ohne Wenzels Initiative durch die Nutzungsaufgabe in eine Hochstaudenflur verwandelt hätte, wurde 1992 Bestandteil des Naturschutzgebietes „Röthengrund“ und wird seit dem vom Verein „Jungdo-Hütte im Röthengrund e.V.“ gepflegt.
Nach der Wende war Wenzel Mitglied des Naturschutzbeirates des Landkreises Sonneberg.
Wolfgang Wenzel heiratete 1956 Ursula Schubert und hatte mit ihr vier Kinder: eine Tochter und drei Söhne.
Er starb 2021 in einem Pflegeheim in Rödental.
Der Asteroid (58607) Wenzel wurde am 7. April 2005 nach ihm benannt.

## Bibliografie
- Einige Eigenschaften der unregelmäßig veränderlichen Sterne geringer Leuchtkraft. Veröffentlichungen der Sternwarte in Sonneberg; Bd. 5, H. 1, Akademie-Verlag, Berlin (1961)
- mit C. Hoffmeister, Gerold Richter: Variable stars. Springer Verlag, Berlin (1985), ISBN 3-540-13403-4. (englisch)
- mit Cuno Hoffmeister, Gerold Richter: Peremennye zvezdy. Nauka, Moskva (1990), ISBN 5-02-014352-9. (russisch)
- mit Cuno Hoffmeister, Gerold Richter: Veränderliche Sterne. J. A. Barth Verlag, Leipzig (1990), ISBN 3-335-00224-5.
- mit I. Häusele: Sonneberger photographischer Himmelsatlas. J. A. Barth Verlag, Leipzig (1991), ISBN 3-335-00297-0.